# 日新館 (対馬府中藩)
日新館（にっしんかん）は、江戸時代に対馬府中藩が設置していた藩校の1つ。元治元年（1864年）、家臣の大浦教之助（のりのすけ）の建議を受けた藩主の宗義達が、時局に対応する人材養成のためとして厳原（いずはら）に創設したが、同年10月に発生した勝井騒動により関係者の多くが犠牲になり、廃止された。

## 勝井騒動
日新館は尊王攘夷派の大浦教之助の建議で創設され、家老の古川将監を総裁として学頭に大浦遠を置いた。日新館が設立される前にも、対馬藩には8歳から15歳までの者を対象とした小学校と15歳以上の者が通う思文館とがあったが、日新館の発足に際しては思文館が併合された。
日新館での教育は、政治や政策についても論じ、献策もするという急進的なもので、この教育を受けた藩士は200名にもおよび、まもなく尊攘派の拠点になった。しかし、これ以前からの移封論や尊皇攘夷をめぐる国内情勢の影響で、創設年には佐幕派の勝井五八郎らによって、日新館派はわずか数名を残して百余名が殺害、処刑され、あるいは自害に追い込まれて壊滅し（勝井騒動）、日新館は廃止された。